# Mulandóság
A mulandóság (páli: IAST: anicca, aniccsa; szanszkrit: अनित्य anitja; tibeti: མི་རྟག་པ་ mi rtag pa; kínai: 無常 vúcsáng; japán: 無常 mujō; thai: อนิจฺจํ ill. อะนิจจัง aniccsang, burmai: အနိစ္စ , IPA: /əneiʔsa̰/, a páli aniccaṁ-ból) a lét három ismérvének egyike a buddhizmusban. Ez a fogalom azt fejezi ki, hogy kivétel nélkül minden, ami feltételek függvényében létrejön, mulandó, és állandó változásban van. A páli aniccsa szó jelentése „mulandó”, amely a niccsa (állandó[ság]) alapszó a- fosztóképzős származéka.

## Filozófiája
A mulandóság (vagy aniccsa) a Buddha tanításai alapján a lét három ismérve közül az egyik; a másik kettő a dukkha, azaz a dolgok nem kielégítő volta, valamint az anattá, nem-én vagy énnélküliség, az önvaló hiánya. A Buddha tantételei alapján a világegyetemben minden ezzel a hárommal jellemezhető. A mulandóságról szóló tan szerint az emberi élet magában foglalja az öregedés, leépülés és halál, valamint az újraszületés körforgását és mindenféle veszteség megtapasztalását. Ez alkalmazható minden érző lényre, melybe beletartoznak a dévák (halandó istenek) is. A Buddha azt tanította, hogy mivel a késztetett, függő dolgok mulandók, ezért a hozzájuk való kötődés szenvedést vált ki (dukkha).
A mulandóság szorosan kapcsolódik az anattá tanához, amely szerint a dolgoknak nincs állandó természete, lényege vagy énje. Például a mahájána buddhizmusban úgy tartják, hogy mivel a jelenségek mulandók és folyamatosan változnak, ezért egy valódi éntől mentesnek (súnjata), azaz üresek.

## Gyakorlati alkalmazások – meditáció
A valóság tiszta természetének megértéséhez a buddhisták a vipasszaná meditációt alkalmazzák, melynek gyakorlásával figyelmesebbek lehetnek és meg is érthetik. A valóság tiszta természete a lét három ismérvére utal (lásd föntebb): (trilaksana/tilakkhana): mulandóság (anitja/aniccsa), szenvedés (duhkha/dukkha) és énnélküliség (anátma/anattá). Valóban belátni ezt a hármat egyenlő azzal, hogy felhagyunk a „sosem elég” gondolatával. A mulandóságon való kontempláció a függő dolgok keletkezésének és elmúlásának (pratítja-szamutpáda / paticcsa-szamuppáda) megfigyelésére vonatkozik. A Viszuddhimagga kommentárjai szerint a mulandóság három aspektusát kell megérteni: a mulandóságot (aniccsa), a mulandóság ismérvét (aniccsa-lakkhana) és a mulandóság feletti szemlélődést (aniccsá-nupasszaná).